# Erebus caliginea
Erebus caliginea är en fjärilsart som beskrevs av Butler 1887. Erebus caliginea ingår i släktet Erebus och familjen nattflyn. Inga underarter finns listade i Catalogue of Life.

## Bildgalleri

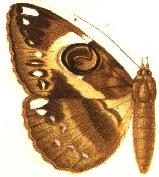